# Mycena nidificata
Mycena nidificata é uma espécie de cogumelo da família Mycenaceae. É encontrado no Japão.